# Francesc de Montserrat i Vives
Francesc de Montserrat i Vives (Reus, 19 de desembre de 1617 - Barcelona, 10 de maig de 1688) va ser un doctor en lleis i terratinent català. El 13 d'abril de 1681 li fou concedit el títol de marquès de Tamarit. Abans ja li havien estat concedits els títols de ciutadà honrat de Barcelona (23 de juny de 1645), cavaller (13 de desembre de 1645), militar (7 de juny de 1646) i noble (10 de juliol de 1651).
Fill de Francesc Montserrat, pagès del Pla de Santa Maria, i de Caterina, el llinatge dels Montserrat és un dels més representatius i més antics del Camp de Tarragona. Segons es reconeix en un privilegi de l'any 1015 expedit pel comte de Barcelona, es remunta al temps de Carlemany. Des del 1500 està documentada la seva vinculació amb Reus, per naixença o per possessions a la vila i al seu terme municipal.
A l'inici de la Guerra dels Segadors, Francesc de Montserrat va donar suport a la causa filipista, i en va fer defensa per les terres del Camp. Després de la derrota de les tropes de Felip IV a la Batalla de Montjuïc, la seva situació s'agreujà, i considerant Reus poc segur, es traslladà a Tarragona, on tenia parents i on va seguir defensant la causa del rei amb les armes a la mà. Durant el setge de la ciutat el 1644 per part del mariscal La Mothe, va prendre una part molt activa en la defensa de Tarragona. La Corona considerà Francesc de Montserrat un súbdit fidel i modèlic, i el va nomenar tresorer, segrestador i administrador dels béns confiscats als seus enemics a la vegueria de Tarragona. Aquest càrrec el va tenir almenys entre 1648 i 1653. Va ser també factor de les galeres reials, càrrec atorgat per Felip IV i ratificat l'any 1678 per Carles II. Va fer constants préstecs a l'exèrcit reial, i va proporcionar ajuda financera pel setge de Girona del 1653. Tot això el va fer mereixedor de la gratitud reial, i va accedir a l'alta noblesa. El 13 d'abril de 1681, Carles II li va concedir el títol de Marquès de Tamarit. Tot i que Francesc de Montserrat era de classe benestant, d'hisendats reusencs, la clau de la seva fortuna comença amb la fidelitat a la corona espanyola durant la guerra dels Segadors. La Corona, en reconeixement, el va nomenar tresorer, segrestador i administrador dels béns confiscats als seus enemics a la vegueria de Tarragona, factor general de les galeres reials, càrrec concedit per Felip IV i ratificat per Carles II el 1678, membre del Consell Suprem d'Aragó el 1686, i de 1667 a 1673 va ser tresorer de la Santa Creuada a Catalunya. Una bona part dels guanys de Montserrat deguts a la seva fidelitat filipista, van ser invertits en la creació d'un heretatge, autoritzat per Felip IV per a ell i els seus descendents. Va integrar al seu patrimoni les baronies d'Altafulla, de Biosca, de Botarell i de Ribelles. Tret del cas del Morell, comprat el 1652 per 7.000 lliures a Francesc de Copons i on edificà el casal dels Montoliu, no es coneixen les dates en les que Francesc de Montserrat anà adquirint les seves senyories, però se sap que Tamarit, Ferran, Monnars i Cocons, eren seus l'any 1669. Les senyories d'Altafulla, la Nou de Gaià, amb el castell del Baró de les Quatre Torres, i Botarell les va posseir en domini senyorial, mentre que les de Monnars, Cocons, Ferran, Tamarit, La Riera, Virgili, Montoliu i el Morell les tenia amb jurisdicció civil mínima, ja que era de l'arquebisbe de Tarragona les jurisdiccions criminal i civil plenes. A més d'aquestes senyories, Francesc de Montserrat tenia també les de Llaneza, Ribelles, Lafiches, Guardiola i Vilalta, i va ser castlà de Montbrió del Camp. De tots els contractes que havia fet amb la corona, el més important i productiu va ser el de l'aprovisionament dels hospitals de campanya de l'exèrcit de Catalunya fet sota Felip IV de Castella. Entre 1666 i 1687 va establir més de 27 assentaments de grans, diners, cavalls i queviures a l'exèrcit i a les galeres reials que actuaven a Catalunya. Per a facilitar la seva actuació, li van ser atorgades tota mena de facilitats i llicències per a treure blat de territoris i ports no catalans de la monarquia.
Francesc de Montserrat es casà a Reus amb Teresa Vives, i del matrimoni en va néixer Gertrudis de Montserrat i Vives, que n'heretà els béns, i que es casà amb Antoni de Camporrells, baró de Biosca, i parent de Josep de Camporrells. Gertrudis va morir el 1718 sense fills, i el títol de marquès de Tamarit passà a una altra branca de la família que el posseí fins al 1794, quan, per enllaç, passà als Suelves, els quals, durant les primeres generacions portaven el cognom de Montserrat-Suelves.

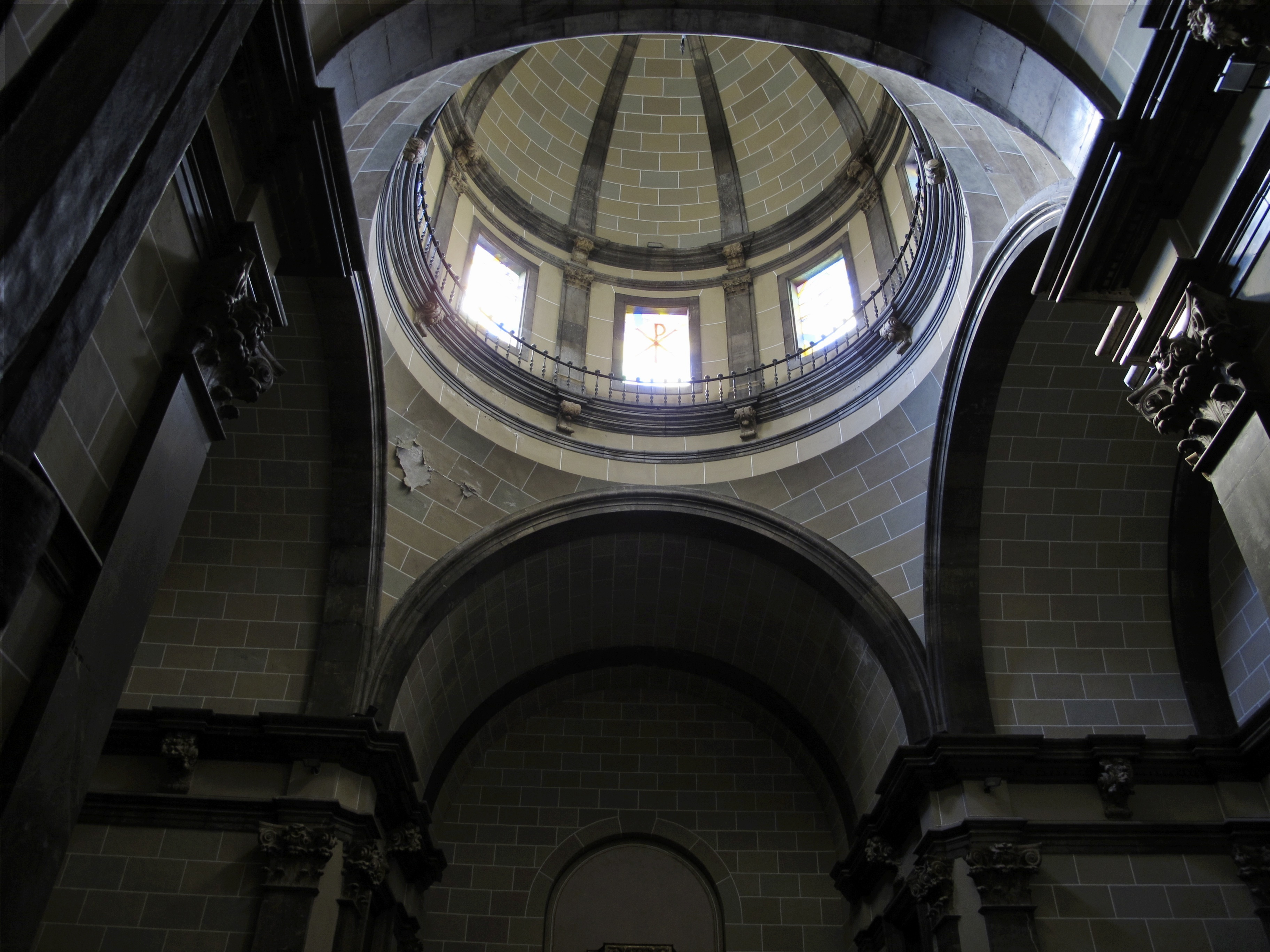
Cúpula de la Capella del Santíssim. Prioral de Sant Pere

En compliment d'allò que va disposar en el seu testament, Francesc de Montserrat va ser enterrat a Reus, on l'any 1657 havia demanat autorització per construir una Capella del Santíssim, adossada a la Prioral de Sant Pere. La Capella del Santíssim, també anomenada Capella dels Tamarit, està situada a la banda dreta de l'església mirant al presbiteri. L'arquitecte escollit per la construcció de la capella va ser Josep de la Concepció, frare carmelita descalç. Damunt del portal que hi dona accés hi ha l'escut d'armes del primer Marquès de Tamarit. És una capella de tipus renaixentista, de proporcions elegants, planta de creu grega i esvelta cúpula hexagonal rematada amb una llanterna, que exteriorment està envoltada per vuit escultures, restaurades per Ramon Ferran. Gertrudis de Montserrat va col·locar la primera pedra de la capella el 1694, per a honorar el seu pare i portar el seu cos a aquell lloc. La Capella allotja els sepulcres d'alabastre de Francesc de Montserrat, el de la seua filla Gertrudis i el del seu marit, Antoni de Camporrells, tots obra de Jaume Ribot. Els sepulcres són renaixentistes, amb les estàtues que els representen agenollats, de marbre i jaspi.